# Línea 582 (Montevideo)
La línea 582 es una línea urbana de Montevideo une la terminal Punta Carretas con el barrio Peñarol. El destino de ida es Peñarol y el de vuelta es Punta Carretas.

## Historia
Tiene como antecedente a la entonces línea 82, creada en los años cuarenta por la Administración Municipal de Transporte, quien la operó hasta los años setenta, cuando el ente público es disuelto. Tras su disolución tanto sus líneas como sus empleados fueron absorbidos por distintas cooperativas y empresas de transporte de Montevideo. En 1975 la Cooperativa de Transportes del Sur, creada por empleados del desaparecido ente, comienza a operar la línea 82, hasta el año 1992, año en que dicha cooperativa también fue disuelta. 
En 1992 la línea es adjudicada a la Corporación de Ómnibus Micro Este, quien comenzó a prestar sus servicios y le otorgó su denominación actual de línea 582.

## Recorridos
Circula por los barrios: Peñarol, Sayago, Prado, Bella Vista, Arroyo Seco, Aguada, Centro, Palermo, Parque Rodó y Punta Carretas.
| - Punta Carretas - Bulevar Artigas - Ramón Fernández - José Ellauri - José María Montero - Gonzalo de Orgaz - Leyenda Patria - Juan Benito Blanco - 21 de setiembre - Bulevar España - Canelones - Minas - Colonia - Avenida General Rondeau - General Francisco Caraballo - Avenida Agraciada - Avenida Joaquín Suárez - Avenida 19 de Abril - Avenida Millán - Bell - Marconi - Olegario Andrade - Avenida Sayago - Camino Edison - Camino Coronel Raíz - Camino Durán - Renoir - Besnes e Irigoyen - Peñarol | - Peñarol - Besnes e Irigoyen - Renoir - Velázquez - Renoir - Camino Durán - Camino Coronel Raíz - Camino Edison - Avenida Sayago - Camino Santos - Bell - Avenida Millán - Reyes - Avenida Joaquín Suárez - Evaristo Ciganda - Avenida Agraciada - Paraguay - Avenida Libertador - Río Negro - San José - Ejido - Avenida 18 de Julio - Constituyente - Canelones - Juan Manuel Blanes - Maldonado - Bulevar España - 21 de setiembre - José Ellauri - Ramón Fernández - Bulevar Artigas - Terminal Punta Carretas |

## Características
En los días hábiles su frecuencia es de cinco minutos, en las horas denominadas pico, y de diez en el resto de los servicios. 

### Frecuencias
|                                     | Días hábiles | Sábados | Domingos y feriados |
| ----------------------------------- | ------------ | ------- | ------------------- |
| Primera salida desde Punta Carretas | 06:03        | 06:27   | 07:01               |
| Última salida desde Punta Carretas  | 23:34        | 23:32   | 23:50               |
| Primera salida desde Peñarol        | 05:00        | 05:30   | 06:00               |
| Última salida desde Peñarol         | 22:58        | 23:40   | 22:50               |